# ゴールデンエクスプレスアストル

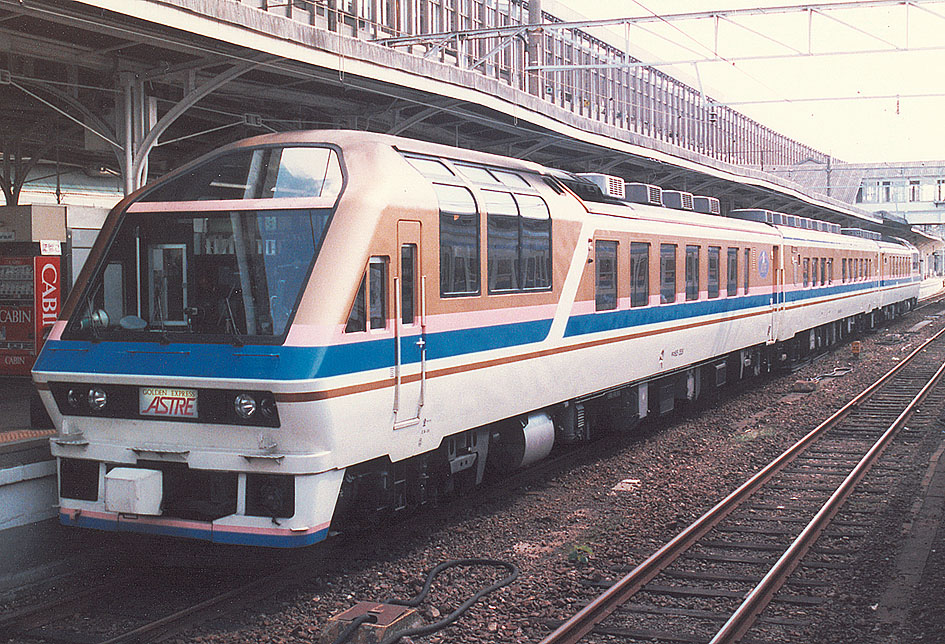
ゴールデンエクスプレスアストル（登場時）

ゴールデンエクスプレスアストル (Golden Express Astre) は、西日本旅客鉄道（JR西日本）が1988年から2007年まで保有していた鉄道車両（気動車）で、ジョイフルトレインと呼ばれる車両の一種である。

## 概要
日本国有鉄道（国鉄）時代の1986年に登場した「ゆぅトピア」は、土曜日・日曜日・祝日は大阪駅 - 和倉温泉駅間の特急「ゆぅトピア和倉」に、平日は団体臨時列車に運用されていた。しかし、1編成だけでは運用に制約が生じ、「ゆぅトピア和倉」で運用される日には団体臨時列車の運行ができなくなることから、団体臨時列車用の車両を別に確保することとなり、その結果登場したのが本車両である。
種車は「ゆぅトピア」と同様にキハ65形が用いられ、改造は松任工場（後の金沢総合車両所）で行われた。愛称の「ゴールデンエクスプレスアストル」は489点の一般公募の中から選定されたもので、「アストル」(Astre) はフランス語で「偉人」「明星」「輝ける星」などを意味する。以下、本記事では「アストル」と表記する。
基本的には団体臨時列車専用として使用するが、「ゆぅトピア」が定期検査などで運用できない場合には同車両に代わって大阪 - 和倉温泉間の特急列車として使用し、電化区間では電車特急列車に牽引させる方針で改造された。そのため「ゆぅトピア」と同様に電車との併結対応化改造も実施されている。

## 編成・形式

### 編成
全車両ともグリーン車扱い。編成は以下の車両で構成されていた。（ ）内は旧番号。
- キロ65 551（キハ65 78） - 定員36名
- キロ65 1551（キハ65 514） - 定員36名
- キロ29 552（キハ28 2049） - 定員20名
- キロ29 554（キロ28 2511）

登場時の塗装は北陸の雪と無限の広がりを表すオイスターホワイト、豪華さを表すブライトゴールド、日本海と澄み切った空を表しJR西日本のコーポレートカラーでもあるライトコバルトブルー、ピンクの4色塗装であった。
1997年末に延命工事が施工され、クリーム色地に窓周りをオレンジ色とした新塗装に改められた。

### キロ65 551・1551

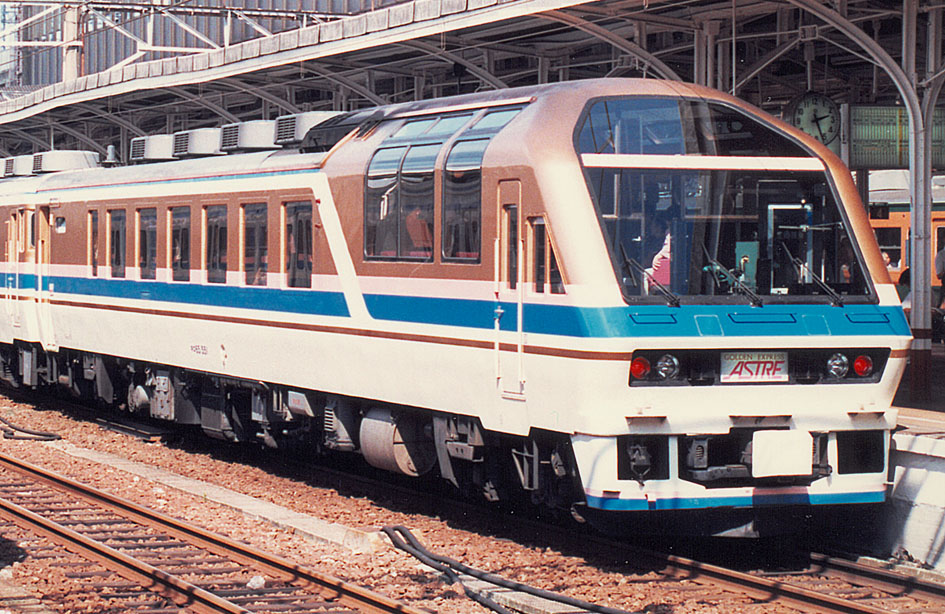
キロ65 551（上）

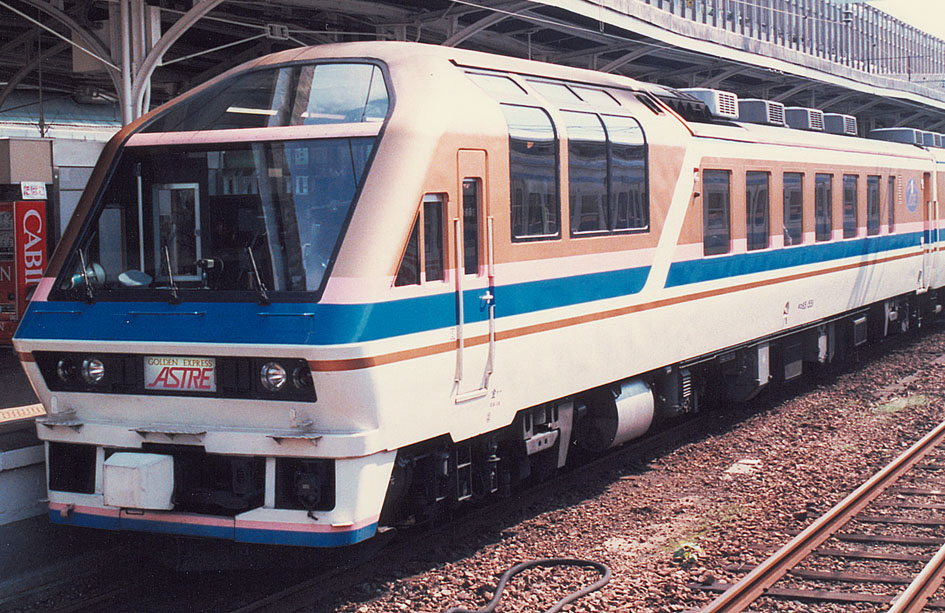
キロ65 1551（下）
延命工事実施前

先頭車。キロ65 551は大阪寄りに、キロ65 1551は和倉温泉寄りに連結される。先頭車のキロ65形のみで編成を組んだ場合、485系電車に牽引されることで120 km/hでの運転が可能である。

#### 車体
先頭部は「ゆぅトピア」「アルファコンチネンタルエクスプレス」などと同様、従来の先頭部約7 mを切断し、その部分に従来より床面高さを600 mm高くしたハイデッカーの前面展望室鋼体を接合した構造であるが、斬新でさらにワイドなイメージを出すため、従来の6枚窓ではなく、センターピラーのない平面ガラス2枚による構成とし、前面形状も変更されている。「ゆぅトピア」は展望室鋼体の側面が側面窓・天窓ともに平面ガラスであったが、「アストル」では展望室側面窓が曲面ガラスとなっている。
後方の平屋部分の車体形状は「ゆぅトピア」に準じる。窓は固定窓となり、最後部のデッキ寄りの窓は埋められている。「ゆぅトピア」と同様に窓の寸法も従来より拡大されている。出入台は後位連結面寄りの1か所のみとなっている。

#### 車内
平屋部分は一般客室となっている。一般客室の基本構造は「ゆぅトピア」に準じており、座席は最大42度まで倒すことができる回転式フリーストップリクライニングシートで、横4列配置である。客室前後の壁面にモニタテレビを、各席にオーディオセレクタを装備している。座席の取り付け部分の床は通路より一段高くなっている。
展望室部分は定員外のラウンジとなっている。キロ65 551は展望室最前部に回転椅子2脚を、後部に3人掛けソファ2組を設置し、キロ65 1551では展望室内に回転椅子8脚を設置している。
キハ65系のみで編成を組むため、キロ65 551の客室と出入台の間に和式便所・男子用小便所・洗面所を新設している。キロ65 1551では客室と出入台の間に車販準備室・荷物置き場・テレホンカード専用電話を設置している。

#### 台車・機器
「ゆぅトピア」と同様に電車との併結運転に対応させるため連結器をすべて密着連結器に取り替えたほか、台車・機器についても各種の改造が実施されている。
台車については120km/h での走行に対応させるため、台車枠を強化型に取り替え、軸箱支持方式は平行リンク式からペデスタル式に変更し、空気ばねをキハ181系気動車と同様のものに変更している。ブレーキ装置については応荷重装置つき電磁直通ブレーキを新設している。
電気回路についてはブレーキ協調回路、気動車の逆転機中立を電車の運転台で監視するための表示灯回路、電車との連絡用回路を新設している。ジャンパ連結器については、KE70-KE76の異形ジャンパ連結器を設置している。
走行用エンジンは従前のDML30HSDのままである。電車と連結運転している間はエンジンは停止させるようになっている。
冷房装置は従来のAU13形分散式冷房装置を4台残し、別に屋根上の展望室後方にAU76形集中式冷房装置を1台設置している。冷房用電源装置は従前の4VKエンジンとDM83形発電機のままであるが、走行用エンジンを停止して走行するため、補助変圧器・補助整流器を設置し、冷房電源のほか制御電源・サービス電源・蓄電池充電用電源としても使用するようにしている。

### キロ29 552
七尾線の急行「能登路」で使用されていたキハ28 2049を再改造した車両である。前身のロマンスカーについても本項で記す。

#### 「能登路」用ロマンスカー

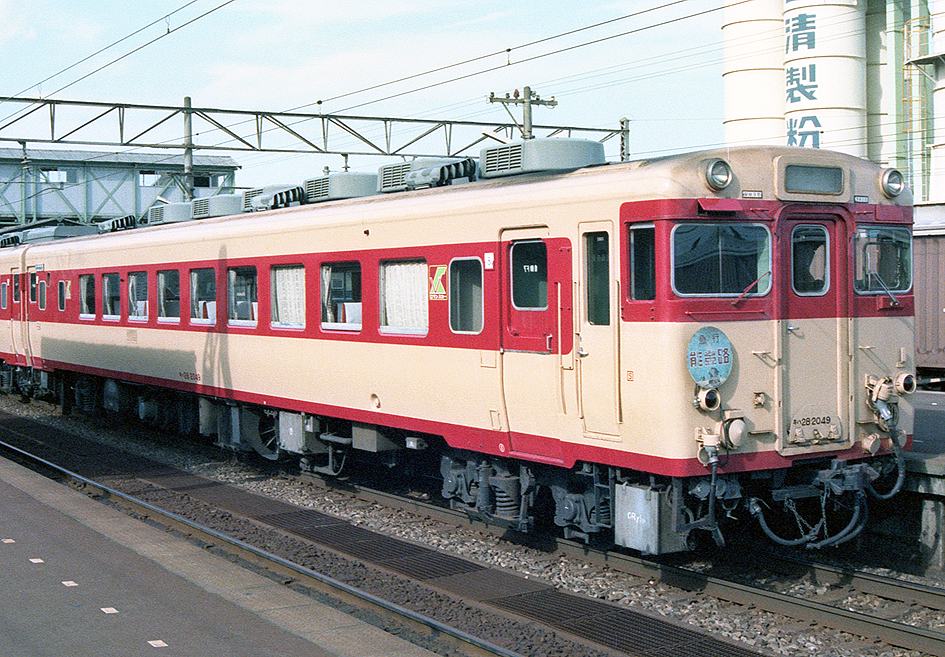
キハ28 2049
「能登路」用ロマンスカー

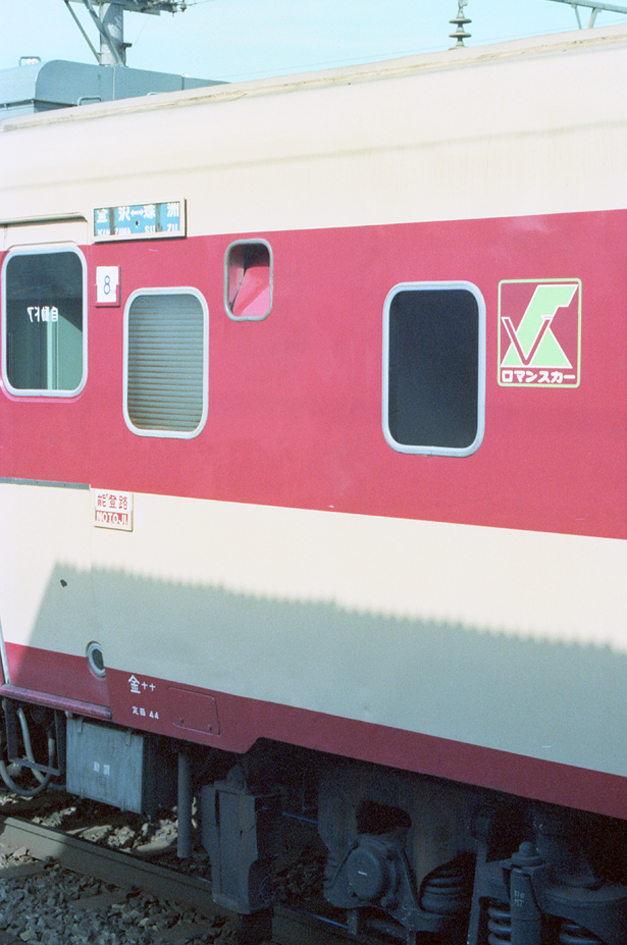
ロマンスカーマーク

1980年7月、金沢鉄道管理局では、能登半島観光客の輸送増を目的として、キハ28 2049をロマンスカーに改造した。
座席は新幹線0系の普通車の廃車によって生じた転換クロスシートに取り替え、床には絨毯を敷き、客室の前後に50インチビデオスクリーンを設置し、側壁面にサイドスピーカー24個を取り付けた。定員は44名となった。外観上の変化としては客室後位寄りの窓1枚を小型化し、戸袋窓脇にシンボルマークを入れ、冷房装置を1台撤去して6台としたが、塗色については当時は規制が厳しかったため従前の気動車急行色のままとされた。
運行開始当初は「能登路」の指定席車両として使用されたが、国鉄末期にはビデオの放映が中止され、他のキハ58系と共通運用となっていた。

#### 「アストル」への組み込み

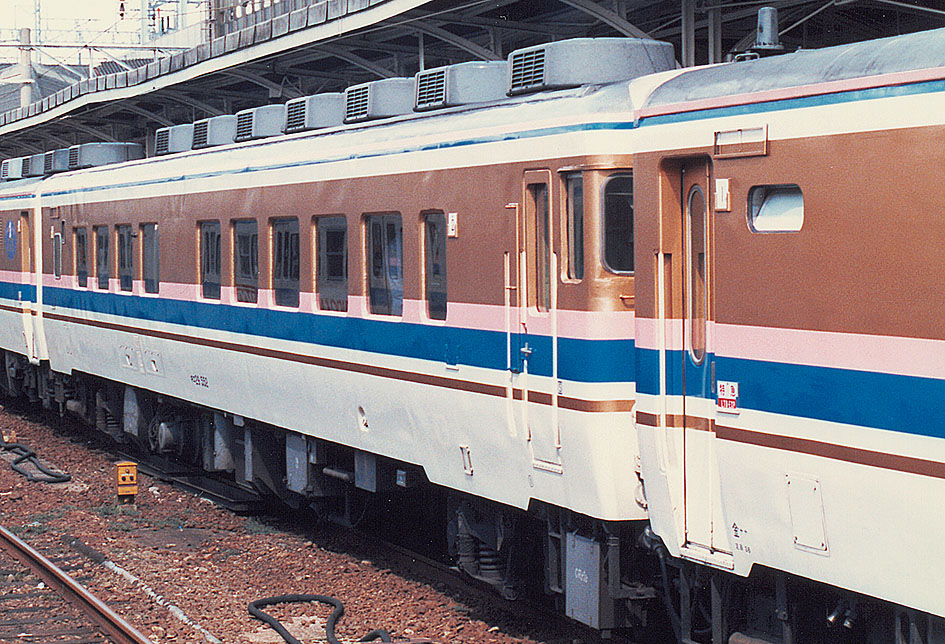
キロ29 552

その後、キハ28 2049を「アストル」の中間車として用いることとなり、松任工場においてキロ29 552に再改造された。
車体塗装はキロ65 551・1551と同様で、室内は一般客室と定員外のサロンルームで構成されその仕切り部分の側面窓が1枚埋められ、他の側面窓は窓の寸法はそのままで固定化された。両側とも出入台は撤去され、乗降用扉はすべて埋められた。
車内は前位側にサロンルームを配置し、後位側に一般客室を配置している。サロンルームは床面に絨毯を敷き、ソファとテーブルを設置している。このソファとテーブルを取り外してサロンルームをイベントスペースや座敷として使用することが可能である。一般客室の構造はキロ65形に準じるが、床面を200mm かさ上げし、客室床下に車両外からスキーを出し入れするスキー入れを新設している。冷房装置は1台再設置され、7台に戻された。
台車・機器は大きく変更されていないが、連結器は「ゆぅトピア」「アストル」に組み込むための密着連結器と、他の気動車と連結するための小型密着自動連結器のどちらも使用できるようになっている。なお、最高速度は95 km/hのままであるため、485系電車との併結運用の際には編成から外されていた。
1997年の延命工事の際に後述するキロ29 554に置き換えられ、廃車となった。

### キロ29 554
老朽化したキロ29 552の代替として、1997年にキロ28 2511を金沢総合車両所で「アストル」の中間車に改造した車両である。キロ29 552と同様、出入台は両端ともに撤去されて乗降扉はすべて埋められ、窓は固定窓となった。

## 運用

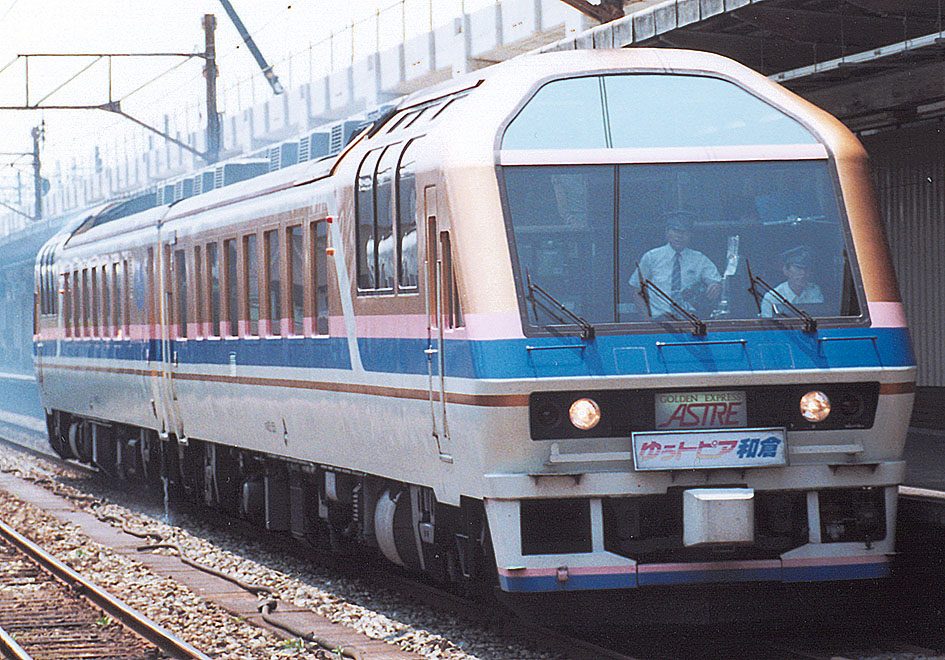
「ゆぅトピア和倉」での代走運用

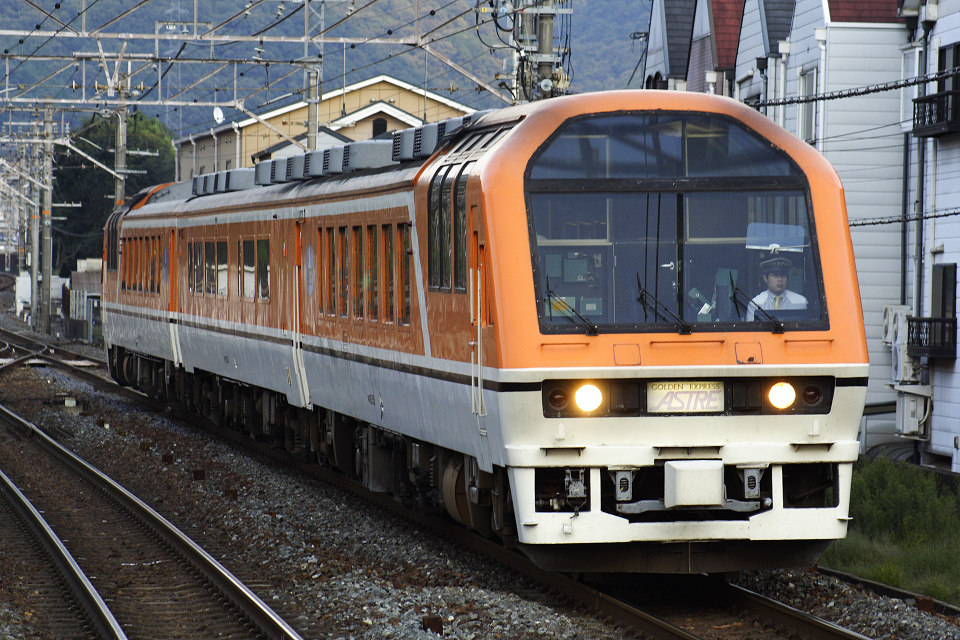
延命工事実施後（2006年）

キロ29 552は1987年12月23日付で落成し、七尾運転区（現在の七尾鉄道部）に配置された。キロ65 551・1551が落成するまでは「ゆぅトピア」など他の気動車と連結されて運用された。
キロ65 551・1551は1988年3月18日付で落成し、同日と翌19日の両日に金沢駅 - 福岡駅・敦賀駅間で試運転が行われたのち、七尾運転区に配置された。同年3月25日に「夢半島のとキャンペーン」の第1弾として金沢駅 - 珠洲駅を運行し、営業運転を開始した。
基本的には団体臨時列車専用であったが、「ゆぅトピア」の検査時の代走でキロ65形2両で「ゆぅトピア和倉」で運行されたほか、大阪駅 - 富山駅間で「雷鳥」に連結され、高山本線富山駅 - 高山駅間を自力走行した臨時特急「ユートピア高山」でも使用された。
1991年9月1日に七尾線が電化され七尾運転区から車両の配置がなくなったため、金沢運転所（現在の金沢車両区）に転属した。
その後も団体臨時列車で運用されたが、2006年11月5日・12日・26日に金沢駅 - 猪谷駅間で臨時快速列車「ありがとうアストル号」としてさよなら運転が行われ、2007年3月8日に廃車された。